# Agence de gestion et de recouvrement des avoirs saisis et confisqués
Le texte peut changer fréquemment, n’est peut-être pas à jour et peut manquer de recul. 
Le titre et la description de l'acte concerné reposent sur la qualification juridique retenue lors de la rédaction de l'article et peuvent évoluer en même temps que celle-ci.
L'Agence de gestion et de recouvrement des avoirs saisis et confisqués (Agrasc) est un établissement public à caractère administratif français sous tutelle des ministères de la Justice et du Budget visant à faciliter la saisie et la confiscation en matière pénale. 

## Histoire

### Création
La création de l'Agrasc a été prévue par la loi no 2010-768 du 9 juillet 2010, portée par le député des Ardennes Jean-Luc Warsmann. Elle est effectivement créée par un décret en 2011, codifié en l'article R54-1 du code de procédure pénale.
Cette loi, afin de mieux appréhender les profits générés par la délinquance et le crime organisé, afin de renforcer l’effet dissuasif de la sanction pénale, a élargi le champ des biens susceptibles d’être saisis et confisqués. Elle a également créé une procédure de saisie pénale spéciale aux fins de confiscation, plus adaptée que les procédures civiles d’exécution, complexes et coûteuses.
Dans ce cadre, elle a inséré dans le code de procédure pénale les articles 706-159 à 706-164 relatifs à l'Agrasc, l’entrée en vigueur de ces textes étant subordonnée à l’édiction d’un décret en Conseil d’État, lequel a été publié le 3 février 2011. L'activité de l'agence a débuté en février 2011.

### Missions et prérogatives
Les missions sont organisées autour de trois pôles :

#### Le pôle juridique
Il exécute les décisions de justice. Pour cela il enregistre et exécute les saisies ; il exécute les décisions de restitution (désintéressement des créanciers publics) ; il indemnise les parties civiles ; il exécute les décisions de confiscation au profit du budget général de l’État, de la mission interministérielle de lutte contre les drogues et les conduites addictives (MILDECA) et du fonds Proxénétisme ;

#### Le pôle opérationnel
Il assiste les magistrats et enquêteurs et publie les mesures foncières et fournit un appui à l’exécution des confiscations d’immeubles et de fonds de commerce. D'après l'article 6, l'Agrasc est chargé du financement de la protection des lanceurs d'alertes par exemple. 

#### Le pôle de gestion
Il est structuré en une unité de gestion immobilière chargée de la valorisation et de la cession des actifs immobiliers et une unité de gestion mobilière.
La gestion est centralisée, sur un compte ouvert à la Caisse des dépôts et consignations ; il reçoit toutes les sommes saisies (c'est-à-dire appréhendées dans l’attente d’un jugement définitif, en vue d’une éventuelle confiscation) lors de procédures pénales en France.
L'agence procède à l’ensemble des publications, auprès des services de publicité foncière, des saisies pénales immobilières. L’agence est également chargée de la publication des confiscations immobilières prononcées par les juridictions.
Elle gère, sur mandat de justice, tous les biens complexes qui lui sont confiés, c'est-à-dire tous les biens qui nécessitent, pour leur conservation ou leur valorisation, des actes d’administration.
Elle assure la gestion de biens saisis et procède à leur vente et à la répartition du produit en exécution de toute demande d’entraide internationale ou de coopération émanant d’une autorité judiciaire étrangère. À ce titre, l'Agrasc a été désignée par la France, le 25 février 2011, comme bureau de recouvrement des avoirs au sens de la décision du 6 décembre 2007 du Conseil de l’Union européenne.
Elle veille, le cas échéant, à l’information préalable des créanciers (créanciers publics ou victimes) avant exécution de toute décision judiciaire de restitution et à l’indemnisation prioritaire des parties civiles sur les biens confisqués à la personne condamnée.

## Mesures conservatoires
En application de l'article 706-166, en cas d'information ouverte pour l'une des infractions, punie d'une peine égale ou supérieure à trois ans d'emprisonnement, figurant au sein du titre Ier du livre III du code pénal, le juge des libertés et de la détention, sur requête du procureur de la République, peut, dans les conditions et selon les modalités prévues à l'article 706-103 du présent code, ordonner des mesures conservatoires sur les biens, meubles ou immeubles, divis ou indivis, de la personne mise en examen afin de garantir le paiement des amendes encourues ainsi que, le cas échéant, l'indemnisation des victimes. 
Les mesures comme hypothèque ou saisie conservatoire concernent les comptes bancaires, les actions et parts de sociétés commerciales ou civiles qu'elles soient cotées ou non cotées, gérées en portefeuille ordinaire ou sous forme de contrats d'assurance-vie. Les meubles de toute nature sont concernés comme voitures, avions, bateaux mais aussi objets d'art, meubles meublants, bijoux, or et métaux précieux monnayés ou en lingot. Enfin les immeubles de toute nature peuvent faire l'objet de mesures conservatoires. L'Agence peut transporter les meubles en entrepôt spécial, en confier la gestion à un tiers de confiance ou un gardien salarié.
La condamnation vaut validation des mesures conservatoires et permet l'inscription définitive des sûretés. Selon l'article 706-164, à l'issue de la condamnation de la personne mise en examen, ses victimes peuvent, dans un délai de deux mois après la condamnation, obtenir de l'Agence que leurs dommages et intérêts leur soient payés par prélèvement sur les fonds ou sur la valeur liquidative des biens du débiteur dont la confiscation a été décidée par une décision définitive.
Une décision de non-lieu, de relaxe ou d'acquittement emporte de plein droit, aux frais du Trésor, la mainlevée des mesures ordonnées. Il en est de même en cas d'extinction de l'action publique et de l'action civile.

## Instances et moyens
Le directeur général de l’agence est magistrat de l’ordre judiciaire, nommé par arrêté du ministre de la Justice pour une durée de trois ans renouvelable, il assure la gestion et la conduite générale de l’agence. Le directeur est assisté par le secrétaire général, nommé par arrêté du ministre du Budget.
Le conseil d'administration, présidé par un magistrat de l’ordre judiciaire, est composé de six membres de droit, de quatre personnalités qualifiées et de deux représentants du personnel de l’agence.
L'agence est composée d'agents provenant des ministères de la Justice, de l’Intérieur et du Budget. En 2023, les effectifs de l'Agrasc ont atteint 83 agents alors qu'en 2020 l'agence ne disposait que de 45 agents. 
En 2021, deux antennes sont ouvertes à Lyon et Marseille. Deux autres antennes sont ouvertes à Lille et à Rennes en 2022. 

## Controverse
En 2024, l’AGRASC a suscité une critique en envisageant l’expulsion de dix-neuf familles occupant un haras à Bessancourt (Val-d’Oise), ancien domaine de Rifaat al-Assad, saisi à la suite de la condamnation de ce dernier pour blanchiment aggravé. Les logements, aménagés à partir d’anciennes écuries, abritent depuis plusieurs décennies des personnes — pour certaines depuis plus de quarante ans — anciennement employées par Rifaat al-Assad ou installées sur place dans les années 1980,.
Cette implantation remonte à l’exil de Rifaat al-Assad en France au début des années 1980, à la suite de son éviction du pouvoir syrien. Il avait alors été accueilli avec bienveillance par les autorités françaises, notamment par le président François Mitterrand, qui lui accorda un statut protecteur et autorisa son installation sur le territoire avec une partie de sa suite et de ses employés. Ce contexte politique explique en partie l’ancienneté et la régularité de l’occupation des lieux par certaines familles.
Depuis la confiscation du bien, les charges (électricité, eau) ne sont plus prises en charge, ce qui a entraîné des coupures et une dégradation des conditions de vie. Au cours d’une de ces coupures, un homme y a perdu la vie. Par ailleurs, le préfet et le sous-préfet ont longtemps refusé l’installation de compteurs électriques individuels, empêchant ainsi la réactivation rapide de l’électricité. Les habitants ont dû mener un combat prolongé avant qu’Enedis ne puisse effectuer les raccordements nécessaires, et ce aux frais des résidents eux-mêmes.
La mairie de Bessancourt a alerté les autorités sur la situation sanitaire préoccupante, notamment concernant un résident dépendant d’un appareil de respiration privé d’alimentation électrique régulière.
Depuis l’annonce d’expulsions imminentes, sans solution de relogement garantie, a été dénoncée par des associations, des élus locaux et les familles elles-mêmes, qui invoquent une absence de dialogue et un traitement jugé inhumain. Une demande de suspension de la procédure d’expulsion a été introduite devant la cour d'appel de Versailles. En parallèle, plusieurs résidents ont déclaré envisager une saisine de la Cour européenne des droits de l'homme, estimant que seule une juridiction internationale pourrait leur garantir un examen impartial et indépendant, détaché de l’appareil judiciaire français.
De son côté, l’AGRASC souligne qu’elle agit dans le cadre de ses missions légales de gestion, valorisation et liquidation des avoirs confisqués, en exécution de décisions judiciaires.

## Activité et résultats
Montant des avoirs criminels saisis par l'Agrasc avant éventuelle restitution,:
| L'évolution des saisies et confiscations pénales immobilières depuis la création de l’agence | L'évolution des saisies et confiscations pénales immobilières depuis la création de l’agence | L'évolution des saisies et confiscations pénales immobilières depuis la création de l’agence | L'évolution des saisies et confiscations pénales immobilières depuis la création de l’agence | L'évolution des saisies et confiscations pénales immobilières depuis la création de l’agence | L'évolution des saisies et confiscations pénales immobilières depuis la création de l’agence | L'évolution des saisies et confiscations pénales immobilières depuis la création de l’agence | L'évolution des saisies et confiscations pénales immobilières depuis la création de l’agence | L'évolution des saisies et confiscations pénales immobilières depuis la création de l’agence | L'évolution des saisies et confiscations pénales immobilières depuis la création de l’agence | L'évolution des saisies et confiscations pénales immobilières depuis la création de l’agence | L'évolution des saisies et confiscations pénales immobilières depuis la création de l’agence | L'évolution des saisies et confiscations pénales immobilières depuis la création de l’agence |
| -------------------------------------------------------------------------------------------- | -------------------------------------------------------------------------------------------- | -------------------------------------------------------------------------------------------- | -------------------------------------------------------------------------------------------- | -------------------------------------------------------------------------------------------- | -------------------------------------------------------------------------------------------- | -------------------------------------------------------------------------------------------- | -------------------------------------------------------------------------------------------- | -------------------------------------------------------------------------------------------- | -------------------------------------------------------------------------------------------- | -------------------------------------------------------------------------------------------- | -------------------------------------------------------------------------------------------- | -------------------------------------------------------------------------------------------- |
|                                                                                              | 2011                                                                                         | 2012                                                                                         | 2013                                                                                         | 2014                                                                                         | 2015                                                                                         | 2016                                                                                         | 2017                                                                                         | 2018                                                                                         | 2019                                                                                         | 2020                                                                                         | 2021                                                                                         | 2022                                                                                         |
| Saisies                                                                                      | 202                                                                                          | 320                                                                                          | 404                                                                                          | 660                                                                                          | 730                                                                                          | 792                                                                                          | 707                                                                                          | 800                                                                                          | 696                                                                                          | 573                                                                                          | 660                                                                                          | 665                                                                                          |
| Confiscations                                                                                | 23                                                                                           | 11                                                                                           | 15                                                                                           | 29                                                                                           | 67                                                                                           | 110                                                                                          | 92                                                                                           | 140                                                                                          | 134                                                                                          | 140                                                                                          | 202                                                                                          | 202                                                                                          |
| Confiscations exécutées                                                                      | -                                                                                            | -                                                                                            | -                                                                                            | -                                                                                            | 25                                                                                           | 52                                                                                           | 58                                                                                           | 83                                                                                           | 87                                                                                           | 94                                                                                           | 128                                                                                          | 168                                                                                          |

En 2017, l'agence a enregistré 21 036 affaires (augmentation de 44 % par rapport à 2016). Le compte ouvert à la Caisse des dépôts a un solde de 986 656 328 euros. Les entrées de l'année se sont élevées à 221 786 616 euros et les sorties à 63 732 493 euros. Les entrées sont constituées du montant des sommes pénalement saisies ainsi que des produits des ventes ; les sorties sont constituées des sommes qui ont été versées au budget général de l’État, à la MILDECA et à l’Agence, aux parties civiles, et des sommes restituées aux mis en cause et aux créanciers publics.

## Identité visuelle

Ancien logo.
Logo actuel.